# Fita (ginástica)

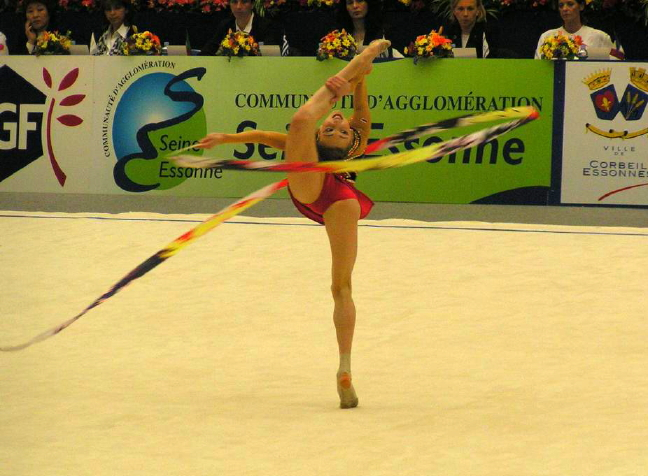
Elizabeth Paisieva usando a fita

A fita é considerada o aparelho mais plástico e característico da ginástica.
Ela é composta por duas partes: O estilete - uma vareta que segura a fita e que pode ser feito de madeira, bambu, plástico ou fibra de vidro e deve medir no máximo um centímetro de diâmetro e entre cinquenta e sessenta cm de comprimento - e a fita. A forma do estilete pode ser cilíndrica, cônica ou uma combinação das duas formas. A fita pode ser de cetim ou outro material semelhante, desde que não engomado. Seu peso não deve ultrapassar 35g e deve ter no máximo quatro e seis cm de largura e seis metros de comprimento para ginastas de nível adulto.
Longa, a fita pode ser lançada em qualquer direção para criar desenhos no espaço, formando imagens de todo o tipo. Serpentinas, espirais e lançamentos exigem da ginasta coordenação, leveza, agilidade e plasticidade e o mais importante a flexibilidade.O elemento corporal da fita são os pivotes.